# Francis Jeffers
Francis Jeffers (Liverpool, Inglaterra, 25 de enero de 1981) es un exfutbolista inglés, se desempeñaba y su último club fue el Accrington Stanley.

## Biografía

### Carrera internacional
Llegó a debutar con la selección de fútbol de Inglaterra en un amistoso contra Australia, donde disputó su primer y único partido y además marcó.

## Clubes
| Club                | País       | Año         | Partidos | Goles |
| Everton FC          | Inglaterra | 1997 - 2001 | 49       | 18    |
| Arsenal FC          | Inglaterra | 2001 - 2003 | 22       | 4     |
| Everton FC          | Inglaterra | 2003 - 2004 | 18       | 0     |
| Charlton Athletic   | Inglaterra | 2004 - 2005 | 20       | 3     |
| Rangers FC          | Escocia    | 2005 - 2006 | 8        | 0     |
| Blackburn Rovers    | Inglaterra | 2006 - 2007 | 10       | 0     |
| Ipswich Town        | Inglaterra | 2007        | 9        | 4     |
| Sheffield Wednesday | Inglaterra | 2007 - 2010 | 54       | 5     |
| Newcastle Jets      | Australia  | 2010 - 2011 | 9        | 1     |
| Motherwell FC       | Escocia    | 2011        | 10       | 1     |
| Newcastle Jets      | Australia  | 2011 - 2012 | 26       | 2     |
| Floriana FC         | Malta      | 2012        | 2        | 1     |

## Palmarés
Arsenal FC
- FA Cup: 2002, 2003